# Distretto di Biga
Il distretto di Biga (in turco Biga ilçesi) è uno dei distretti della provincia di Çanakkale, in Turchia.